# Orinocosa priesneri
Orinocosa priesneri är en spindelart som beskrevs av Roewer 1959. Orinocosa priesneri ingår i släktet Orinocosa och familjen vargspindlar.
Artens utbredningsområde är Egypten. Inga underarter finns listade i Catalogue of Life.